# Post
Post je prije svega čin svojevoljnog uzdržavanja od hrane i pića na neko vrijeme. Apsolutni se post, pak, određuje kao uzdržavanje od hrane i pića, najčešće dan, ali i ponekad više dana. U post može biti uključen i spolni odnos te neke druge aktivnosti.
U fiziološkom kontekstu može se odnositi ili na osobu koja tijekom noći nije uzimala hranu ili na metaboličko stanje po potpunoj probavi i apsorpciji hrane. Postoji i dijagnostički testovi za determinaciju istog. Primjerice uzmimo da je neka osoba postila 8 – 12 sati. Metaboličke promjene prema stanju posta počinju po apsorpciji hrane (obično nakon 3 – 5 sati po uzimanju jela); "post-absorpcijsko stanje" je sinonim za tu fazu, nasuprot "post-prandialskog stanja" tipičnog za probavu u tijeku. Postoji i dijagnostički post koji pak traje od 8 – 72 sata, ovisno o dobi ispitanika te se koristi kod identifikacije stanja poput primjerice hipoglikemije. Na kraju produženi post je kroz povijest u raznim kulturama bio preporučivan kao terapijski postupak.
Nemrs je vrijeme kada je zabranjeno jesti meso, a obvezuje sve vjernike otkad navrše 14 godina pa do konca života.
Katolici od četrnaeste godine života dužni su također svakim korizmenim petkom ne mrsiti, to jest suzdržavati se od jedenja mesa toplokrvnih životinja i mesnih prerađevina. Zakon nemrsa obvezuje samo korizmene petke, ali vjernici kao pokoru mogu nemrsiti svaki petak u godini.
Župnici u iznimnim slučajevima mogu iz opravdanih razloga osloboditi pojedine osobe ili obitelji obveze posta ili nemrsa ili tu obvezu zamijeniti drugim oblicima pokore.

## Učinak na zdravlje

### Komplikacije
Zdravstvene komplikacije poistovjećene s postom prouzročenom izgladnjelosti uključuju elektrolitsku neuravnoteženost, istanjivanje kose, lanugo, ali i potencijalno fatalnu aritmiju srca i insuficijenciju funkcije bubrega. Kod posta do potpune izgladnjelosti može doći i do smrti. 

### Pozitivni učinci
Istraživanja pokazuju da ograničen unos hrane i povremeni post povoljno utječu na zdravlje, uključujući smanjen rizik za rak, bolesti srca, imune poremećaje, dijabetes te usporavaju starenje i povoljno utječu na duljinu života. Nadalje neka istraživanja upućuju i na povoljan utjecaj kod kemoterapije. Po dr. Mark P. Mattsonu, voditelju laboratorija za neuroznanost pri US National Institute on Aging, post svaki drugi dan pokazuje kod miševa jednako povoljne učinke kao i kalorijski ograničene dijete, a isto se pokazalo i kod istraživanja provedenog na manjem broju ljudi na University of Illinois at Chicago .

## Medicinska primjena
Post se često koristi prije kirurških zahvata i drugih procedura koje zahtijevaju opću anesteziju jer uvijek postoji rizik da zbog anestezije sadržaj želuca dođe u pluća . Također post je potreban i kod određenih dijagnostičkih postupaka.

## Post u političke svrhe
Post je često korišten i kao sredstvo političkog pritiska te za usmjeravanja pažnje javnosti na određen problem odnosno probleme. Štrajk glađu je najpoznatiji primjer korištenja posta u političke svrhe.

## Religijski post
U Abrahamskim religijama post predstavlja poseban i visoko cijenjen bogoštovni čin. Post u židovstvu, kršćanstvu i islamu se razlikuje u dužini i vrsti, ali mu je osnovni cilj isti – da vjernik zadobije Božju milost, blagoslov i oprost.

### Post u judaizmu
Židovski kalendar sadrži nekoliko redovnih dana posta. Yom Kippur (Dan iskupljenja) je prema Mojsijevom zakonu jedini dan koji se mora ispostiti. 

### Post u kršćanstvu

#### Post u katoličanstvu
Kod katolika post i nemrs je obavezan za sve osobe od 18 do 60 godina 2 dana u godini – Čistu srijedu i Veliki petak. U dane posta i nemrsa katolici jedu samo jedan obrok, ali ne do sitosti (post znači da se smije jesti jednom dnevno, ali ne do sitosti, a nemrs znači da se ne smije konzumirati meso toplokrvnih životinja i mesnih prerađevina).
Najvažniji post je od zloće i grijeha prema Bogu, sebi samom ili svom bližnjem, to jest bilo kojem čovjeku.

#### Post u pravoslavlju
Post u pravoslavnom kršćanstvu predstavlja uzdržavanje od određene vrste hrane ("mrsne"), kao i od svakog oblika grešnih djela, pomisli i želja. Pored molitve i svega što služi duhovnom životu, pravoslavni vjernici pripisuju postu i naročitu važnost. Pravoslavlje gleda na tijelo i dušu kao na jednu cjelinu te ih tako tretira u svim njihovim manifestacijama. Duša djeluje na tijelo kako živonosno, tako i smrtonosno, što u obratnom slučaju isto i za tijelo znači. Nema ostvarenja ni ispunjenja čovjekove osobnosti ako sve sile duše – razum, volja i osjećanje, kao i tijelo uzajamno ne sudjeluju. To nije moguće postići bez prihvaćanja posta, i duševnog i tjelesnog.
- Jednodevni postovi:

1. Dan prije Bogojavljenja
2. Dan Vozdviženja časnog krsta – Krstovdan
3. Dan Glavosjeka sv. Jovana Krstitelja
4. Svaka srijeda i petak (osim u vrijeme trapavih tjedana)

- Veliki godišnji postovi:

1. Uskršnji post (Veliki, Časni) – 7 tjedana
2. Petrovski post (Apostolski) – (trajanje ovisi od datuma kada pada Uskrs, oko 40 dana)
3. Gospojinski post (Bogorodičin) – 2 tjedna
4. Božićni post – 40 dana

### Post u islamu
U islamu post predstavlja odricanje od jela, pića, pušenja, spolnih i bilo kojih drugih tjelesnih zadovoljstava, ali i nepriličnog govora te ponašanja od zore do zalaska sunca, tijekom 9. mjeseca islamskog kalendara, ramadana ili ramazana, koji traje 29 ili 30 dana. Ramazanski post je obavezan za sve vjernike od početka puberteta do kraja života. Osim toga, u tom blagoslovljenom mjesecu vjernici mnogo više čine i druga bogoštovna djela te mnogo više posjećuju džamije, čitaju i proučavaju Kuran. Postoje dva posebna obroka u ramazanu, sehur (obrok u zoru prije početka posta) i iftar (večernji obrok nakon završetka posta). Vjernici post započinju i prekidaju prigodnim molitvama, najčešće uz vodu i datulje, slijedeći tako praksu poslanika Muhameda. Pored ramazanskog posta, vjernici mogu postiti i u drugim blagoslovljenim danima i mjesecima islamskog kalendara, a to se smatra vrlo pohvalnim činom pokore i otkupa grijeha.

### Post u vjeri bahá'í
Bahá'u'lláh, osnivač vjere bahá'í, propisao je 19 dana posta za odrasle vjernike, od izlaska do zalaska sunca. Ovo razdoblje posta se s poklapa posljednjim mjesecom bahaističkoga kalendara koji se zove alá (što znači "uzvišenost") i traje od 2. do 20. ožujka svake godine. To je mjesec molitve, meditacije i duhovne obnove, nakon koga nastupa Nova godina bahaističkoga kalendara, proljetnom ravnodnevnicom 21. ožujka.

## Vanjske poveznice
- Post i korizmena jela požeškoga kraja
- Purpose of Fasting in Islam: "And Fast Until The Onset Of Night"
- Ramadan & Fasting: Complete Interactive Online Guide
- Christian Fasting: A Theological Approach
- Fasting for Rapid Weight Loss and Detoxification: Collection of Fasting Articles and Community Support Forums